# Пиетра де' Джорджи
Пиѐтра де' Джо̀рджи (на италиански: Pietra de' Giorgi; на ломбардски: Preda, Преда) е село и община в Северна Италия, провинция Павия, регион Ломбардия. Разположено е на 311 m надморска височина. Населението на общината е 854 души (към 2017 г.).